# Дачиан Чолош
Дачиан Чолош (на румънски: Dacian Cioloș) е бивш министър-председател на Румъния. Той е назначен от президента Клаус Йоханис на 10 ноември 2015 г. и след седмица получава вот на доверие от парламента на Румъния. Между 2010 г. и 2014 г. Чолош е работил като европейски комисар по земеделие и развитие на селските райони. От 19 юни 2019 г. Чолош е председател на групата „Обнови Европа“ в Европейския парламент, включваща европейските политически обединения: партия „Алианс на либералите и демократите за Европа“ и Европейска демократическа партия.